# Sungai Limbang
Der Sungai Limbang (auch nur Limbang) ist ein Fluss auf Borneo in Malaysia. Er verläuft nahe der Staatsgrenze zu Brunei.

## Geografie
Der Fluss fließt durch den malaysischen Bundesstaat Sarawak und hat eine Länge von 211 km. Der Limbang entspringt am Bukit Batu Lawi im Zentrum Borneos und mündet im Norden der Insel in die Bucht von Brunei. Er hat ein Einzugsgebiet von 3680 km² und umspannt etwa die Fläche des Distriktes Limbang. Seine Hauptzuflüsse sind der Sungai Medalam von links und der Sungai Medamit von rechts.
In seinem Mündungsdelta bilden seine Flussarme einige Inseln. Dazu gehört unter anderem Pulau Berambang, die größte Insel Bruneis.

## Ökologie
Es gibt derzeit Bestrebungen, im Mittellauf des Flusses Dämme anzulegen.
Allerdings würden dadurch angestammte Siedlungsgebiete der indigenen Völker der Penan und der Kelabit zerstört, was zu kontroversen Diskussionen führt.